# Giovanni Gullo
Giovanni Gullo (* 8. August 1983 in Brescia) ist ein ehemaliger italienischer Skilangläufer.

## Werdegang
Gullo nahm von 2001 bis 2015 vorwiegend an Rennen des Continental Cups und des Alpencups teil. Dabei erreichte er insgesamt 16 Podestplatzierungen, darunter vier Siege. In der Saison 2006/07 belegte er den zweiten, in der Saison 2008/09 den vierten und in der Saison 2009/10 den fünften Platz in der Gesamtwertung des Alpencups. Bei den Nordischen Junioren-Skiweltmeisterschaften 2002 in Schonach im Schwarzwald errang er den 43. Platz im 30-km-Massenstartrennen. Im folgenden Jahr kam er bei den Nordischen Junioren-Skiweltmeisterschaften in Sollefteå auf den 50. Platz über 10 km klassisch und auf den 47. Rang im Sprint. Sein erstes von insgesamt 18 Weltcuprennen lief er im Dezember 2003 im Val di Fiemme und belegte dabei den 58. Platz im Sprint. Bei den U23-Weltmeisterschaften 2006 in Kranj wurde er über 15 km klassisch und im Skiathlon jeweils Siebter. Im Februar 2009 kam er bei den nordischen Skiweltmeisterschaften in Liberec auf den 33. Platz über 15 km klassisch. Im Februar 2011 holte er in Drammen mit dem 27. Platz über 15 km klassisch seine ersten und einzigen Weltcuppunkte. Bei den nordischen Skiweltmeisterschaften 2011 in Oslo gelang ihn der 27. Platz über 15 km klassisch. Sein letztes Weltcuprennen lief er im Februar 2014 in Toblach, welches er auf dem 62. Platz über 15 km klassisch beendete.

## Siege bei Continental-Cup-Rennen
| Nr. | Datum             | Ort                  | Disziplin                   | Serie    |
| --- | ----------------- | -------------------- | --------------------------- | -------- |
| 1.  | 21. Dezember 2006 | Hochfilzen           | 15 km klassisch             | Alpencup |
| 2.  | 18. Januar 2009   | Rogla                | 15 km klassisch Massenstart | Alpencup |
| 3.  | 12. Dezember 2009 | Alta Badia           | 15 km klassisch             | Alpencup |
| 4.  | 21. Dezember 2013 | Gressoney-Saint-Jean | 15 km klassisch             | Alpencup |